# Ласко, Катрин
Катри́н Ласко́ (фр. Catherine Lascault; род. 1961, Страсбург) — французская актриса.
Дебютировала в кино в 1980 году. Помимо художественных фильмов снимается в рекламе, занимается озвучиванием, выступает на театральной сцене. В 2007 году поставила музыкальный спектакль для детей как режиссёр.

## Фильмография
- 1980 — Le Rôle effacé de Marie
- 1983 — Un jour ou l'autre —
- 1985 — Les Filles du château
- 1986 — Моя прекрасная любовь[фр.] —
- 1987 — Le Retour de Jean-Maurice — Луиза
- 1987 — Papillon du vertige — Кристина
- 1990 — Dames galantes —
- 1991 — Boulevard des hirondelles —
- 1999 — Девушка на мосту / La fille sur le pont — Ирене
- 1999 — Вдова с острова Сен-Пьер / La Veuve de Saint-Pierre —
- 2007—2008 — Off Prime (телесериал) — Мари-Лаура